# José Mariano Salas
José Mariano de Salas född 11 maj, 1797, Mexico City och död 2 december, 1867, Mexico City var mexikansk militär, politiker och landets president 1846 och 1859.